# Marksburg

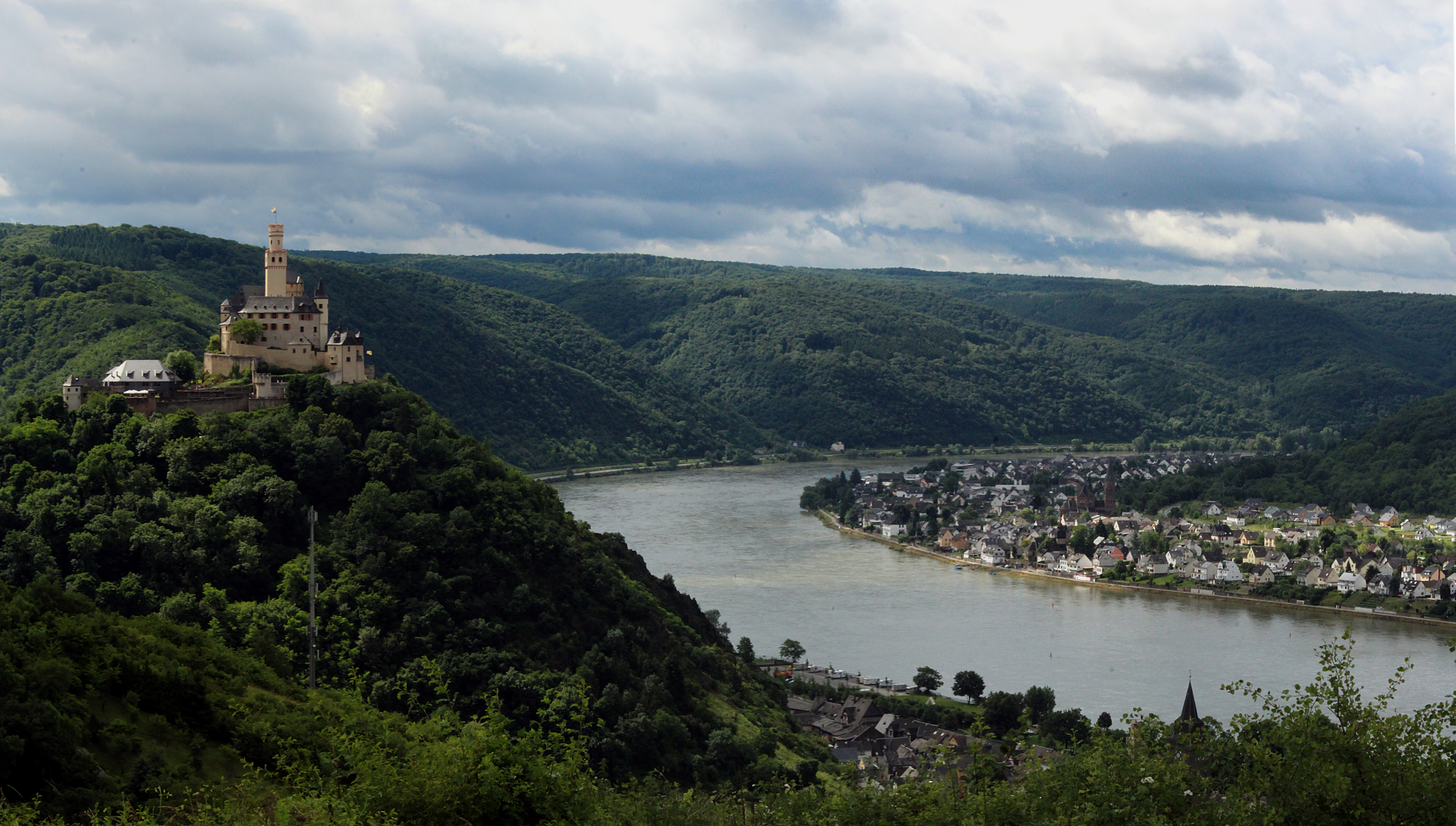
Strategische Lage am Rhein (2013)

Die Marksburg ist eine aus dem 13. Jahrhundert stammende Höhenburg oberhalb der rheinland-pfälzischen Stadt Braubach am Rhein, von der sie ihren ursprünglichen Namen Burg Brubach bezog. Sie steht auf einem Schieferkegel in 160 Meter Höhe und ist – abgesehen von den starken Beschädigungen, die der Anlage im März 1945 durch Artilleriebeschuss zugefügt wurden – die einzige nie zerstörte mittelalterliche Höhenburg am Mittelrhein. Der verputzte Bruchsteinbau entstand zur Sicherung des dortigen Rheinübergangs und der vom Taunus herkommenden Talwege und diente als Mittelpunkt einer lokalen Verwaltung. Der in der zweiten Hälfte des 13. Jahrhunderts unterhalb der Marksburg nachweisbare Rheinzoll bestand nur wenige Jahre.
Die Burg ist ein geschütztes Kulturdenkmal nach dem Denkmalschutzgesetz (DSchG) und in die Denkmalliste von Rheinland-Pfalz eingetragen. Des Weiteren ist sie ein geschütztes Kulturgut nach der Haager Konvention und mit dem blau-weißen Schutzzeichen gekennzeichnet. Außerdem ist sie seit 2002 Teil des UNESCO-Welterbes Oberes Mittelrheintal.

## Namensgeschichte
Ursprünglich hieß die Burg nach dem Ort am Fuße des Burgbergs Burg Braubach, in diversen Schreibweisen (Burgk Brubach, Burch Brubach, Burg Brubach). 1437 wird die Burgkapelle Sankt Markus erstmals erwähnt, als Philipp I. der Ältere von Katzenelnbogen der Burg einen Altar stiftete.
Im Jahr 1574 wird die Burg zur Unterscheidung von der neuen zweiten Anlage am Rheinufer, der Philippsburg, urkundlich erstmals „Sankt Marxpurgk“ genannt, auch der Name Markusburch wird verwendet. Weitere Namensänderungen finden sich 1581 als Markenburch zu Braubach und 1583 Schloss Marxburg (auch „altes Schloss“ genannt). 1646/55 hieß die Anlage bei Matthäus Merian ebenfalls Marxburg. Die Schreibweise hielt sich bis Anfang des 20. Jahrhunderts.
Es existiert eine Sage zur Namensgebung, die im 13. Jahrhundert in der Zeit der Schlacht auf dem Marchfeld (1278) angesiedelt ist und in der der Evangelist Markus als Retter der Burg und ihrer Bewohner auftritt und so zum Namenspatron wird; die erste Erwähnung als „Markusburg“ findet sich jedoch erst knapp 300 Jahre später. 

## Geschichte der Bewohner und Besitzer

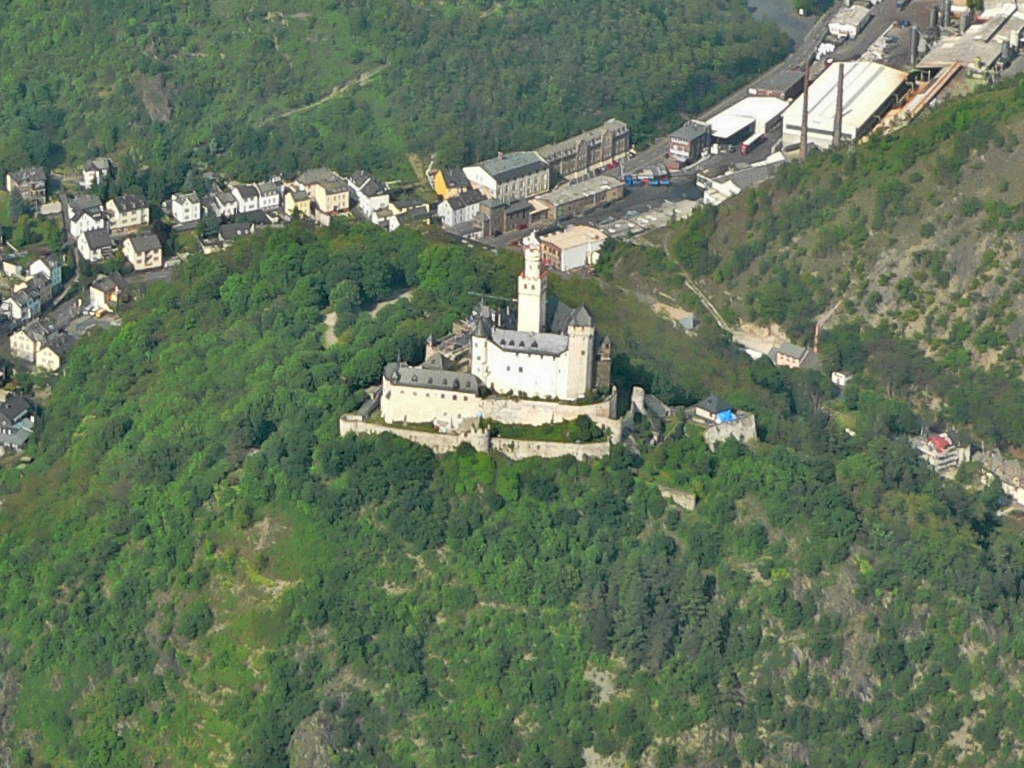
Die Marksburg aus der Luft

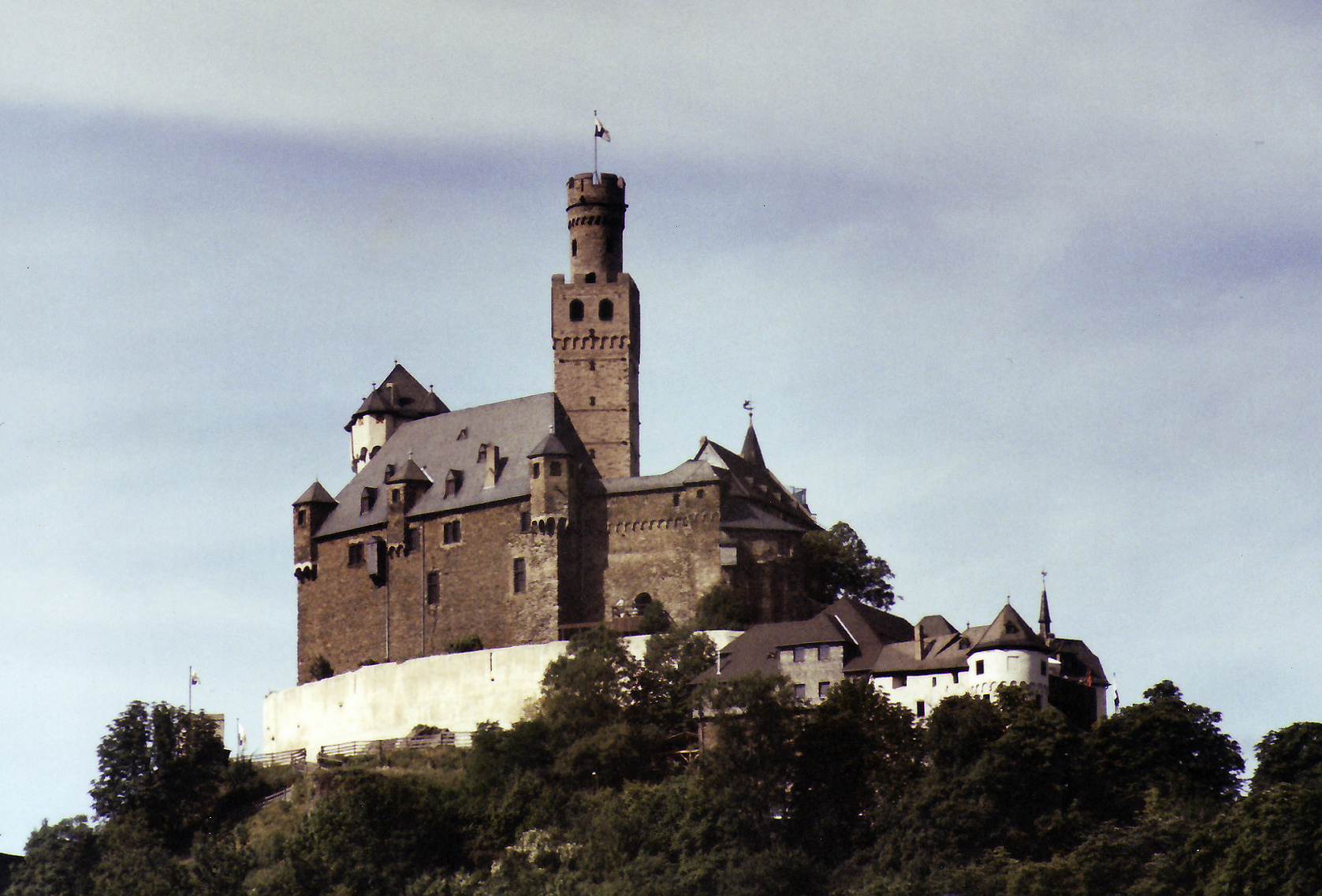
Die Marksburg 1999 – Nordostseite

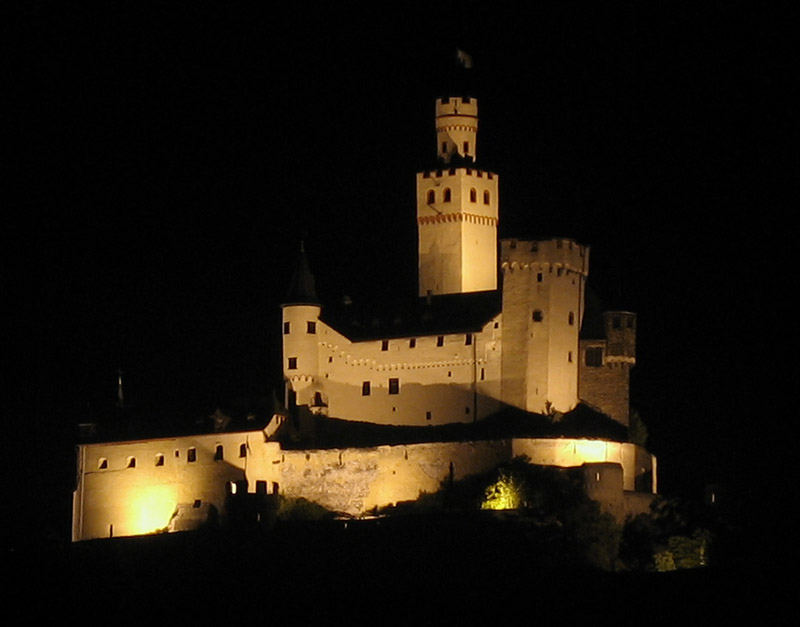
Die Marksburg bei Nacht von der westlichen Rheinseite gesehen

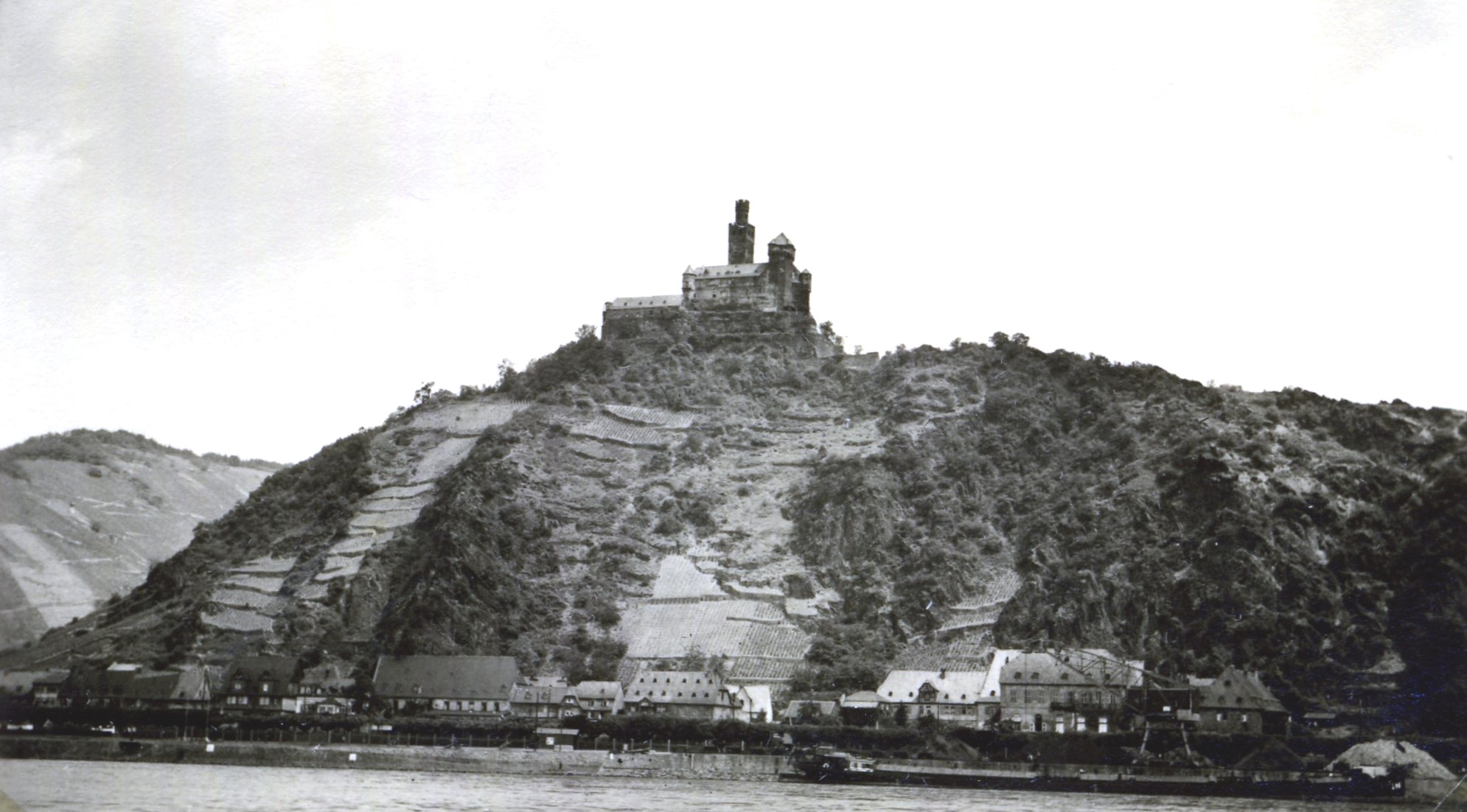
Marksburg, 1938

Obwohl urkundlich erstmals im Jahr 1231 Burgmannen („castrenses“ vom lateinischen Wort „castra“ = befestigtes Lager) in Braubach erwähnt werden, kann man davon ausgehen, dass die Marksburg schon vor 1219 existierte. Geschlossen werden kann dies aus dem Umstand, dass die Burg als pfalzgräfliches Lehen im Besitz der Herren von Eppstein war, deren Vertreter Gerhard II. von Eppstein sich seit 1219 Gerhard von Braubach nannte. Da jedoch bereits im 12. Jahrhundert ein edelfreies Geschlecht „von Braubach“ nachweisbar ist, wird vermutet, dass an gleicher (oder nahe gelegener) Stelle schon um 1117 eine Burg existierte. Die Eppsteiner erlebten seit Ende des 12. Jahrhunderts den Aufstieg zu einer der mächtigsten Familien des Hochmittelalters. Im 13. Jahrhundert stellten sie allein vier Mainzer Erzbischöfe.
1283 kamen Braubach und die Burg an die jüngere Linie der Grafen von Katzenelnbogen, namentlich Graf Eberhard I. Die ältere Linie des Geschlechts residierte zu dieser Zeit auf Burg Rheinfels bei Sankt Goar. Graf Johann II. († 1357) begann die Umgestaltung und Erweiterung der Burganlage im gotischen Stil und legte somit den Grundstein für das heutige Aussehen. Johanns Sohn Diether VIII. schloss den Ausbau ab. Auch in den Folgejahren des 15. Jahrhunderts kam es zu weiteren Bautätigkeiten: Johann IV. von Katzenelnbogen († 1444) veränderte die Burganlage zugunsten von Wohnansprüchen, jedoch unter Beibehaltung eines repräsentativen Charakters. 1437 wurde auf Burg Braubach die gestiftete St.-Markus-Kapelle erstmals erwähnt. Sie behielt aber weiterhin ihren alten Namen bis über das Ende der Katzenelnbogener Zeit hinaus; erst im 16. Jahrhundert setzte sich der heutige Name Marksburg (über Markusburg, Marxburg) durch (siehe Namensgeschichte).
1479 fiel die Grafschaft Katzenelnbogen und damit die Marksburg an die Landgrafschaft Hessen. Landgraf Philipp der Jüngere von Hessen-Rheinfels bestimmte Braubach zum Witwensitz. Da die Marksburg zu dieser Zeit jedoch den gehobenen adeligen Wohnansprüchen nicht mehr genügte, wurde in den Jahren 1568 bis 1571 die schlossartige Philippsburg am Südende von Braubach gebaut, die von 1643 bis 1651 sogar als ständige Residenz des Landgrafen Johannes des Streitbaren diente. Dieser war es auch, der gegen Ende des Dreißigjährigen Krieges die stark vernachlässigte Marksburg wieder instand setzen ließ, doch seit dem Bau der Philippsburg wurde sie nie wieder als Adelswohnsitz genutzt. Nach dem Tod Johanns des Streitbaren kamen Braubach und die Marksburg an die Landgrafen von Hessen-Darmstadt.
In der napoleonischen Zeit des 18. Jahrhunderts war die Marksburg offiziell als Festung deklariert, diente jedoch praktisch als Invalidenunterkunft und Staatsgefängnis. Diese Funktion hinterließ in Form von Gefängniszellen im gotischen Saalbau der Anlage ihre Spuren, die im Jahr 1901 wieder entfernt wurden. In der Burgkapelle waren im gleichen Jahr noch Kritzeleien eines ehemaligen Insassen, des deutschen Freiheitskämpfers Germain Metternich, zu sehen. Auch als die Burg 1803 an das Fürstentum Nassau-Usingen und 1815 an das Herzogtum Nassau fiel, änderte sich an ihrer Verwendung nichts. Sie wurde weiterhin durch Angehörige des Militärs, in diesem Fall der Herzoglich Nassauischen Armee, verwaltet.
1866 endete die nassauische Regierungszeit über die Marksburg mit der Annektierung Nassaus durch Preußen nach dem Preußisch-Österreichischen Krieg, jedoch wurden in der preußischen Zeit keinerlei Baumaßnahmen durchgeführt, so dass die Burg immer mehr verfiel.
1900 nahm sich die Deutsche Burgenvereinigung der verwahrlosten Anlage an. Auf persönliche Initiative des Geheimrats Prof. Bodo Ebhardt und durch Fürsprache Kaiser Wilhelms II. erwarb der Verein die Marksburg zum symbolischen Preis von 1000 Goldmark (umgerechnet etwa 10.000 Euro) vom preußischen Fiskus. Er führte in den folgenden Jahrzehnten verschiedene bauliche Maßnahmen durch, die darauf abzielten, die vorhandene Bausubstanz zu sichern und der Burg ihr spätmittelalterliches Aussehen zurückzugeben. Dazu gehörte auch die 1905 erfolgte Wiederherstellung des im frühen 18. Jahrhundert entfernten Butterfassaufsatzes.
Im März 1945 musste die Deutsche Burgenvereinigung in ihren Bestrebungen herbe Rückschläge hinnehmen, als amerikanischer Artilleriebeschuss vom gegenüberliegenden Rheinufer die Marksburg am 20. und 25. März 1945 erheblich beschädigte. Beim ersten Beschuss der Marksburg am 20. März stürzte der Butterfassaufsatz auf dem Bergfried zur Hälfte ein; nach dem Beschuss vom 25. März waren an der Rheinseite fast sämtliche Dächer abgedeckt. Insofern ist die Bezeichnung „einzige unzerstörte Höhenburg am Mittelrhein“ mit Einschränkung zu betrachten.
Nach umfangreichen Restaurierungsarbeiten bietet die Marksburg heute als Burgmuseum ein geschlossenes Bild einer relativ authentisch erhaltenen spätmittelalterlichen Burganlage. Im romanischen Palas hat die Deutsche Burgenvereinigung ihre Geschäfts-, Wohnräume und Büros, während die überwiegende restliche Anlage zur Besichtigung freigegeben ist.

## Baubeschreibung
Kapellenturm

Der an der Südspitze der Burg – der Hauptangriffsseite (Aufweg von Süden) – gelegene Wachtturm, erst in neuerer Zeit Kapellenturm genannt, umfasst mit dem Dach sieben Geschosse, von denen die untersten beiden von außen durch eine Leiter zugänglich waren. Der Grundriss ist parallelogrammartig, die Südkante der Außenwände gebrochen, so dass ein beinahe gerundeter Mauerverlauf an der Südseite entstand. Die vier unteren Geschosse haben mächtige Steindecken, das fünfte Geschoss unterhalb des Simses eine Holzbohlendecke, ebenso das sechste Geschoss im vorkragenden Turmoberteil. Darüber liegt das Dachgeschoss im zeltdachförmigen Helm, darin integriert die Dächer der vier Eckerker. Der Merianstich von 1646 zeigt ihn ohne Dach. Bei Wilhelm Dilich Anfang des 17. Jahrhunderts ist der Kapellenturm als Gefengnus und wachtthurm bezeichnet. Er trägt da ein flaches Walmdach über der zentralen Wachtstube im vorkragenden sechsten Geschoss, die vier Wehrerker und die verbindenden Wehrgangstücke haben eigene Dächer, die mit dem Hauptdach verbunden waren. Der Turm beherbergte das Gefängnis bis ins 19. Jahrhundert. Das dritte Turmgeschoss beherbergt seit 1903 die Kapelle. Wegen des ebenfalls dort nach Plänen des 18. Jahrhunderts befindlichen Aborterkers, heute eine Nische, nimmt man an, dass in diesem Stockwerk der heutigen Kapelle der frühere Burgkaplan lebte. Auch das vierte Geschoss hat Gewölbe, Kamin und Nische (Aborterker, auf den Zeichnungen Wilhelm Dilichs zu sehen). Die ursprüngliche Burgkapelle lag wohl in den romanischen Anfängen erst an der Stelle des heutigen Kapellenturmes, später in Palasnähe im Burghof (Grundmauerfunde). In einer Urkunde von 1588 ist eine Kapelle mit Chor erwähnt, die nicht im Kapellenturm lag. Sie hatte wie eine Kirche eigene Besitztümer (Haus, Baumwiese, Hof, Wald), deren Erlöse mit Einführung der Reformation 1525 durch Philipp I. den Großmütigen von Hessen ab 1527 in Stipendien für studierende Braubacher Bürgersöhne umgewandelt wurden (Säkularisation). Der Altarheilige der Kapelle St. Markus wurde später zum Namensgeber für die Burganlage. Der Kapellenraum ist von einem zehnteiligen, auf Maskenkonsolen ruhenden Gratgewölbe überspannt. Diese Konsolen sind noch die ursprünglichen aus dem 13. Jahrhundert, während das Gewölbe um 1500 erneuert wurde. Die Gewölbefresken mit Szenen aus dem Neuen Testament sowie einer Darstellung des Heiligen Markus mit Löwen-Attribut wurden auf Veranlassung von Bodo Ebhardt, dem Gründer der Deutschen Burgenvereinigung e. V., 1903 angebracht.

## Baugeschichte
Der Grundriss der Marksburg stammt im Wesentlichen aus dem frühen 13., ihr heutiges Erscheinungsbild aber aus dem 14. Jahrhundert. Umbauten und Ergänzungen fanden nochmals im 18. Jahrhundert statt.

### 13. Jahrhundert
Heutzutage sind nur noch Spuren der romanischen Gründungsanlage zu finden. Archäologische Untersuchungen ergaben, dass die Ursprünge des heute 40 Meter hohen Bergfrieds wahrscheinlich im zweiten Viertel des 13. Jahrhunderts zu suchen sind. Als gesichert gilt, dass seine Urform wesentlich kleiner war als seine heutigen Ausmaße.

### Spätromanik

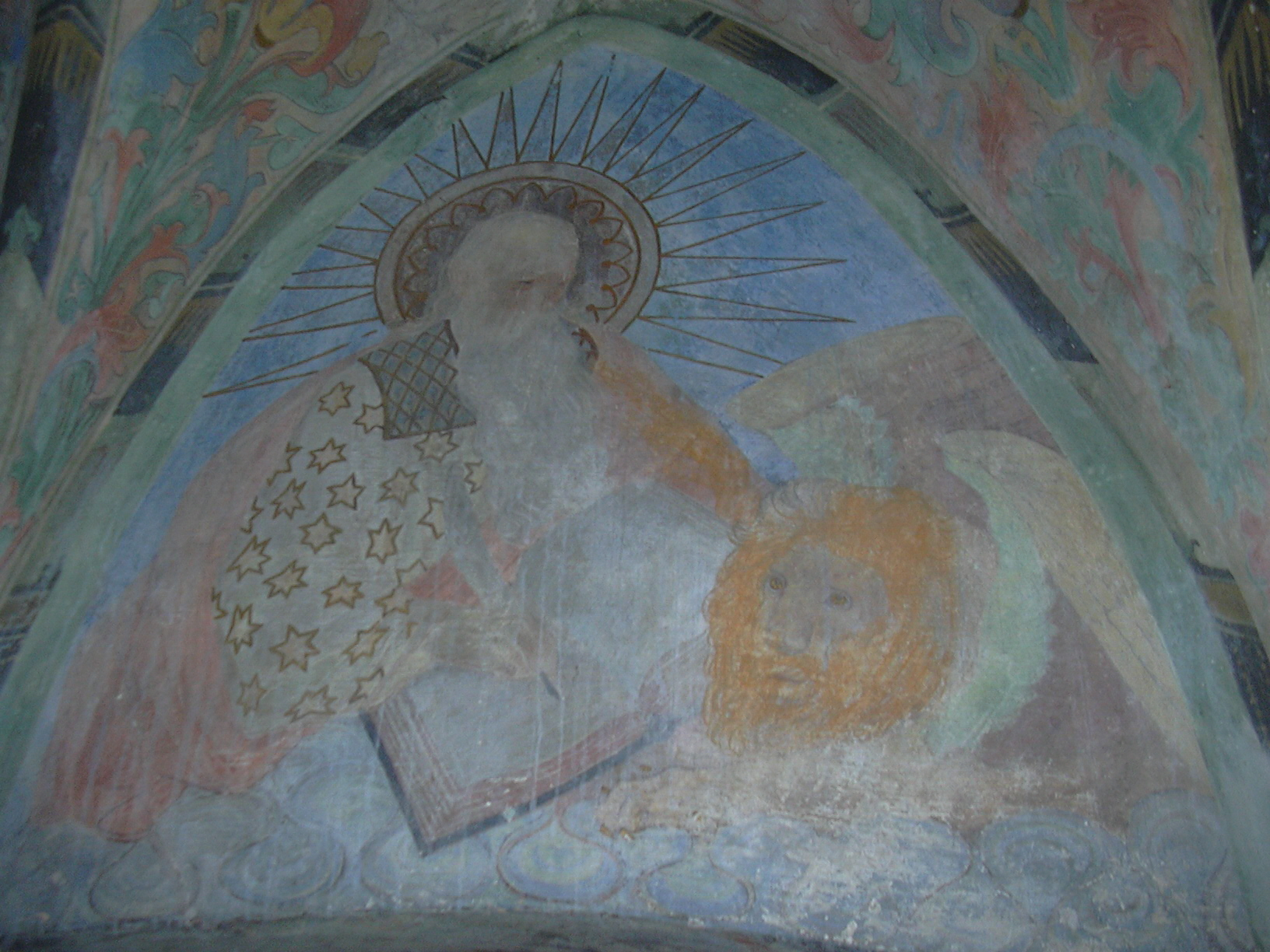
Namensgebend für die Burg: der Heilige Markus mit Löwen – Fresko in der Burgkapelle

Im zweiten Viertel des 13. Jahrhunderts entstanden unter Gerhard II. von Eppstein zahlreiche Bauten spätromanischen Ursprungs, wie zum Beispiel der ehemalige Palas (heutiger Nordbau) und der Kapellenturm.
Sämtliche Bauten aus dieser Epoche bilden ein fast gleichschenkeliges Dreieck, das als typisch für den Burgenbau der Stauferzeit bezeichnet werden kann (klare, geometrische Grundrissformen). Bis heute ist ungeklärt, ob die Marksburg von einer Ringmauer umgeben war oder ob sie in dieser Zeit nur eine unbefestigte Vorburg besaß.
Bergfried

Der Bergfried wurde ab 1237, belegt durch die frühest datierbaren Baubefunde von 1238, durch Gerhard II. von Epstein als dreistöckiger freistehender Turm mit quadratischem Querschnitt (sechs Meter Seitenlänge) und einer Mauerstärke von mehr als zwei Metern im staufischen Stil auf der höchsten Stelle des Burgberges errichtet. Er besaß als Abschluss eine quadratische Verteidigungsplattform mit Zinnenmauerwerk, ähnlich dem Bergfried der Burg Sterrenberg. In die dicken Mauern eingelassene Treppen sorgten für den Aufstieg bis auf das Dach oberhalb des dritten, später vierten Stocks.
Nordbau

An den Außenmauern des zweigeschossigen, ehemaligen Palas wurden Überreste von doppelbogigen Fensterarkaden ausgemacht, die stark den spätromanischen Fensterarkaden der Burg Gutenfels in Kaub gleichen. Er wurde von je her zu Wohnzwecken genutzt.

### Gotik

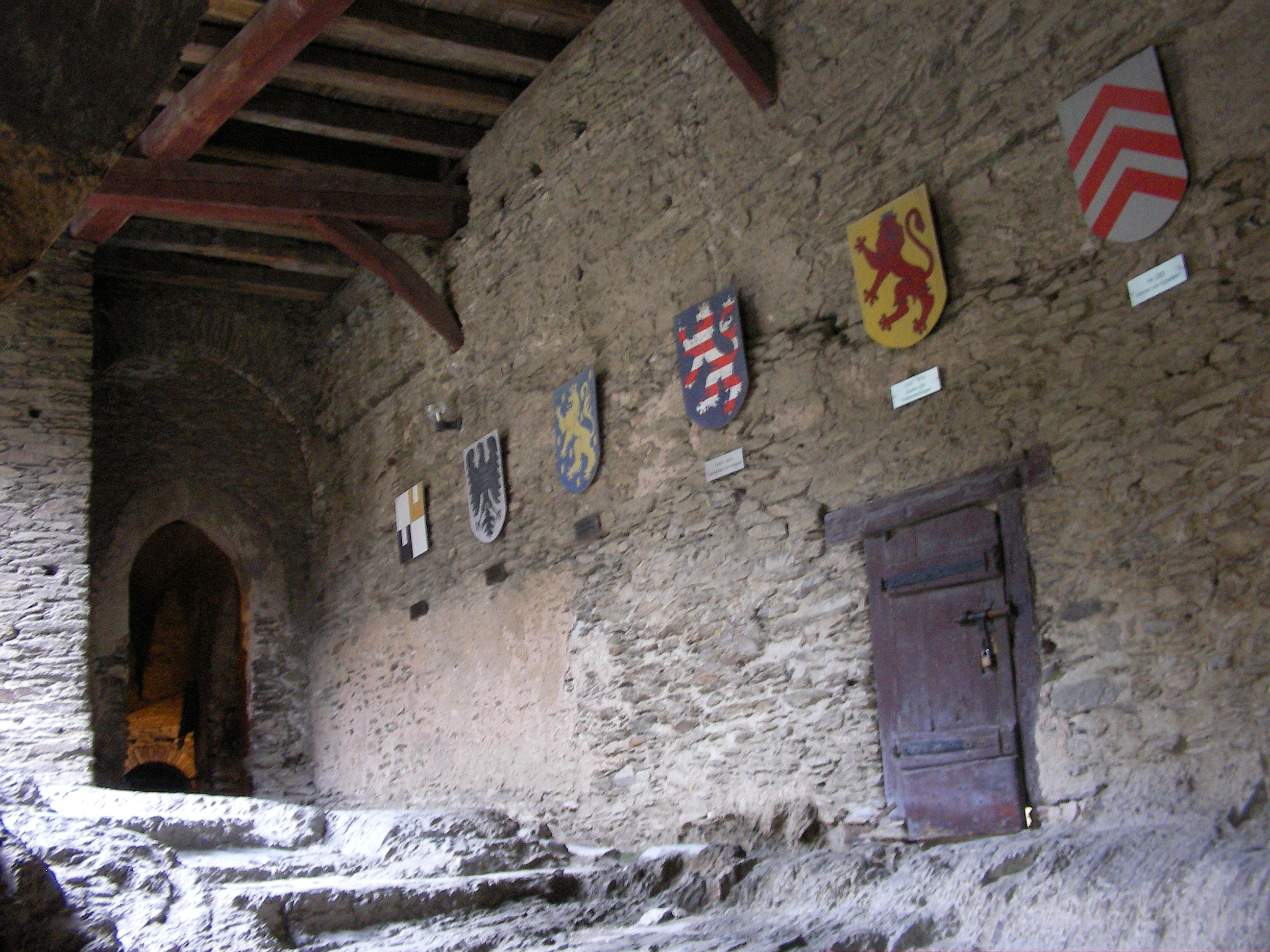
Treppenaufgang mit Wappen aller Burgherren

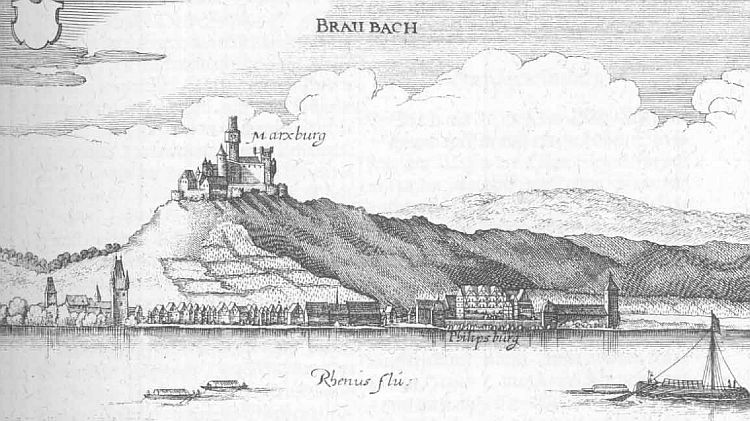
Marksburg mit ursprünglichem Bergfried über Braubach (Auszug aus der Topographia Hassiae Matthäus Merians von 1655)

Um 1300 war die Kernburg von einer Ringmauer mit Zwinger umgeben (gegenwärtig mit Innerer Zwinger bezeichnet). Während dieser Zeit erfolgte vermutlich auch der Bau des Schartentores.
Ab Mitte des 14. Jahrhunderts (etwa 1350 bis 1375) erfolgte der Ausbau der Kernburg, der ihr das noch heute bestehende gotisierende Aussehen verlieh. Die östlich gelegene Wehrmauer wurde durch einen zweigeschossigen Saalbau mit verstärkter Außenwand ersetzt. Dieses 6 m × 24 m messende Gebäude wurde ausschließlich für Feste und Versammlungen genutzt und diente damit nicht zu Wohnzwecken, sondern zur Repräsentation.
Die rheinseitige Wehrmauer wurde erneuert und durch einen Wehrgang erweitert.
Unter Johann II. von Katzenelnbogen und seinem Sohn Dietrich VIII. wurde die Burg von Mitte bis Ende des 14. Jahrhunderts ausgebaut, der Bergfried 1468 unter Philipp I. von Katzenelnbogen um ein viertes Geschoss mit vorkragendem umlaufenden Bogenfries aufgestockt. Über dem Fries wurde eine etwa acht Meter hohe und etwa 80 cm dicke umlaufende Mauer mit zwei großen Bogenöffnungen pro Seite errichtet. In die Mitte der neuen obersten Dachplattform wurde ein kleinerer Aufsatzturm gesetzt. Diese Art von architektonischer Erweiterung wird heute mit dem Begriff Butterfassturm beschrieben. Das unterste seiner vier Geschosse besitzt im Osten den Zugang. An der Innenwand des zweiten Aufsatzgeschosses finden sich Wendeltreppen. Die Decke des untersten Aufsatzgeschosses ragt über den Butterfassaufsatz hinaus und stößt bis an die umlaufende Außenmauer oberhalb des Frieses. Damit bildet sie einen um den Sockel des Butterfassaufsatzes umlaufenden überdachten Wehrgang. Darüber verläuft allseitig die rot gefasste Zinnenmauer um das zweite Geschoss des Aufsatzes als offener Umgang. Das dritte Geschoss enthält ein Kreuzgewölbe mit vier rechteckigen Öffnungen. Über einer Deckenöffnung gibt es einen Zugang zum elliptischen Gewölbe des obersten Geschosses, dessen Dom heute die Fahnenstange trägt und mit einem vorkragenden Zinnenkranz über einem Rundbogenfries umgeben ist. Damit hatte der Bergfried acht Stockwerke, vier innerhalb des eckigen Turms und vier im Aufsatz mit zwei Umgängen. Der Hauptzugang (Hocheingang) des Bergfriedes befindet sich auf der Südostseite in acht Metern Höhe und führt ins zweite Geschoss. Bis ins 17. Jahrhundert war er nur über eine angelehnte und damit einziehbare Holzleiter zugänglich.
Gleichfalls in diese Epoche fällt der Ausbau des damaligen Hofeingangs zur Torhalle (später im 17. und 18. Jahrhundert verändert) mit anschließender Außenmauer bis zum gotischen Saalbau.
Weitere Gebäude, die im 14. und 15. Jahrhundert gebaut wurden, sind das Backhaus mit Fachwerkobergeschoss und Tonnengewölbe im Keller, der viergeschossige Eckturm westlich des romanischen Palas und das Fuchstor mit überdachtem Wehrgang.
Im späten 14. Jahrhundert wurde die frühgotische Zwingermauer durch einen umschließenden Zwinger (dem sogenannten Gaisen- oder Geißenzwinger) verstärkt. Zu Beginn des 15. Jahrhunderts folgte die Errichtung des äußeren Marksburgzwingers, auch Rheinzwinger genannt, und des heutigen Zugbrückentores.
Auch der Saalbau erfuhr in der Spätgotik eine Änderung: Seine Holzkonstruktion wurde erneuert und eine steinerne Innentreppe eingebaut; die Säle in den beiden Geschossen wurden in kleinere Räume zu Wohnzwecken unterteilt.

### Umbauten ab dem 16. Jahrhundert

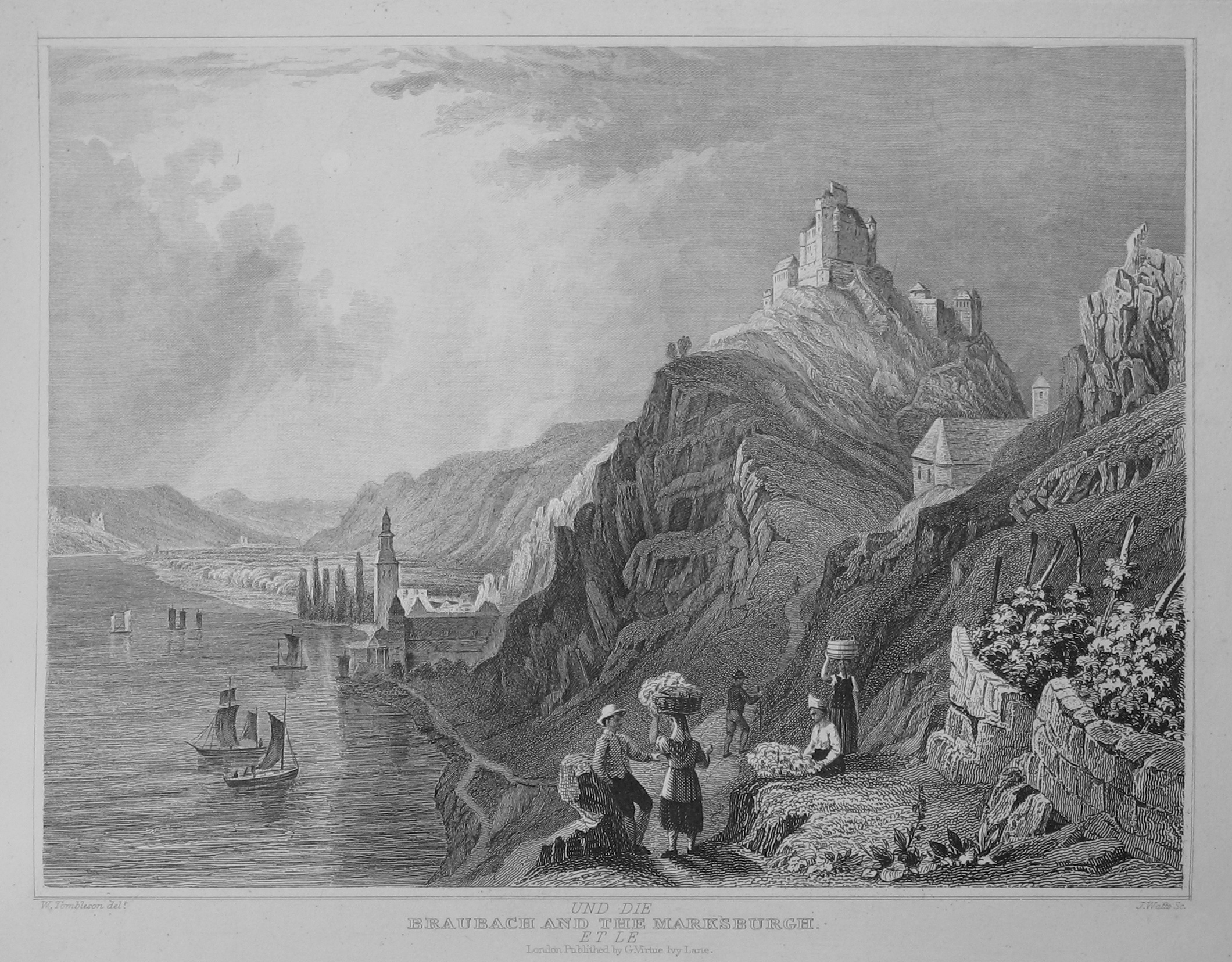
Die Marksburg um 1832 ohne Turmaufsatz, Stich nach William Tombleson

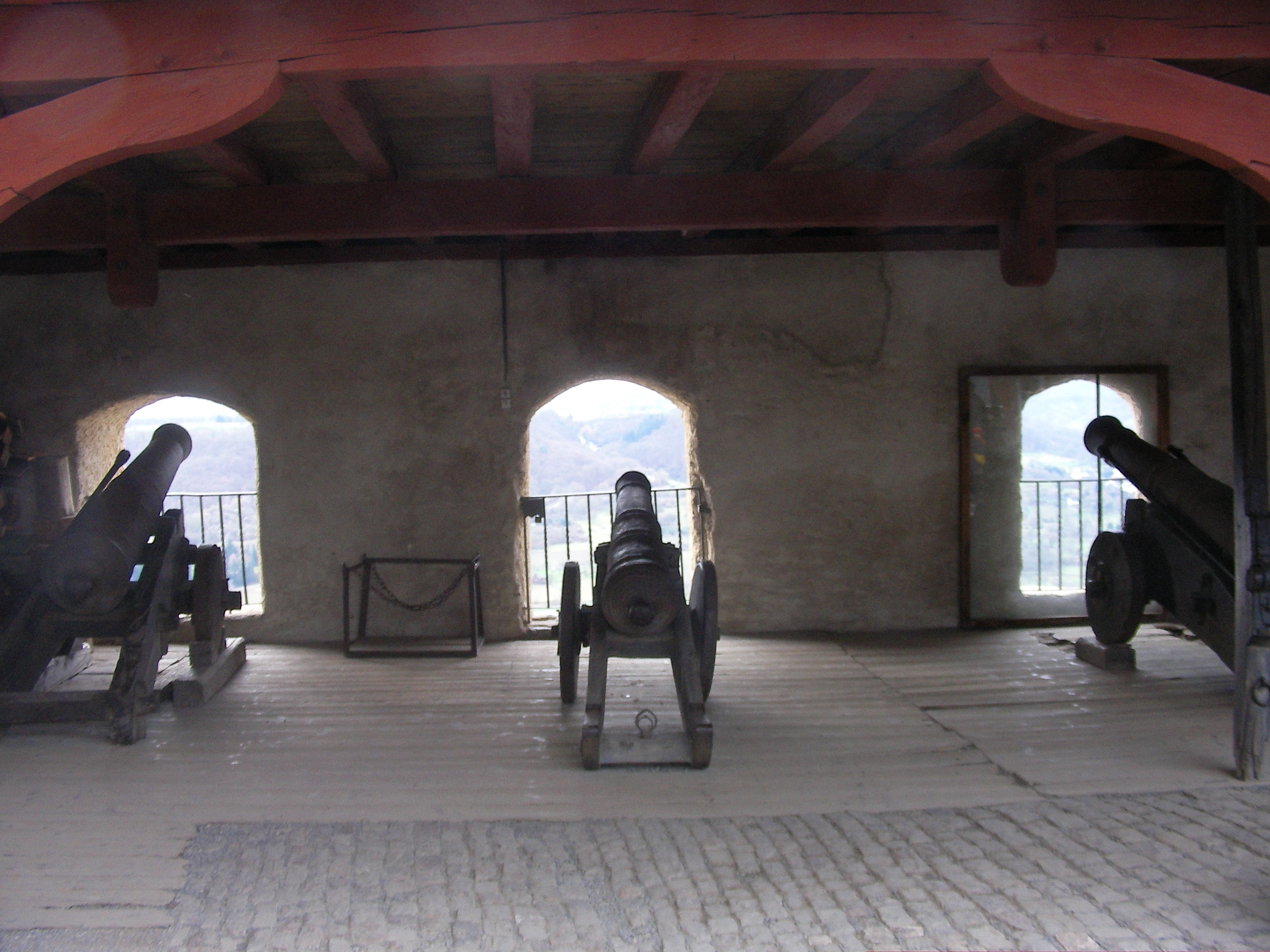
Die große rheinseitige Batterie

Anfang des 16. Jahrhunderts wurde an der südöstlichen Ecke des Nordbaus das Geschützhaus errichtet, um der Entwicklung neuzeitlicher Waffen Rechnung zu tragen. Von 1643 bis 1645 kam es zu weiteren Bautätigkeiten, um die Burganlage erneut an die moderne Kriegstechnik anzupassen: Errichtung der Poterne, der Vorbastion nordwestlich der Burg, des Scharfen Ecks und des sogenannten großen Pulverecks mit Tonnengewölbe. Außerdem wurden die kleine Batterie und der nördliche Teil der großen Batterie errichtet.
Um 1660 wurde der Zugang zum Bergfried vom Rheinbau aus über eine Dachgaube mittels Holzsteg gelegt und die Türöffnung weiter in die Wandmitte verlegt. Dieser Steg wurde erst wieder 1960 neu errichtet. Belegt wird dies durch die Aufzeichnungen über die Ausbauphasen des 17. Jahrhunderts und die detaillierten Zeichnungen Wilhelm Dilichs, der auch aufklappbare Schnittbilder der Burg im Rahmen einer umfassenden Burgenbeschreibung auf Befehl des Landgrafen Moritz von Hessen-Kassel anfertigte. Diese zeigen um 1608 den ursprünglichen Zugang. Das unterste Geschoss mit einer Innenseitenlänge von 1,7 Metern bei sieben Metern Höhe und zentralem Angstloch im Boden fungierte als Lager und Verlies, eine Abortnische zu einer Sickergrube unterstützt die Verwendung. Im Geschoss darüber, dem Eingangsstockwerk, ist eine funktionstüchtige Holzwinde aus der Zeit um 1700 vorhanden. Als 1705 ein großer Brand die Marksburg beschädigt hatte, wurde der gesamte Oberbau des Bergfriedes bis zur Dachplattform oberhalb des vierten Geschosses abgetragen, um Baumaterial für den Rheinbau zu gewinnen, der 1706 auf den Fundamenten des ehemaligen Backhauses als zweigeschossiger Wohnbau mit Fachwerkfront an der Westseite der Kernburg errichtet wurde. So präsentierte sich die Burg zweihundert Jahre lang, bis um 1908 der Bergfried nach Plänen Dilichs wiederhergestellt wurde.
1708 erhielt der romanische Palas mit einem Umbau sein heutiges Erscheinungsbild. Das Aufsatztürmchen wurde dem Turm 1905 ohne Helm wieder aufgesetzt, als die Burg in ihr spätmittelalterliches Aussehen zurückversetzt wurde. 1768 wurde der obere Rheinzwinger durch den Festungskommandanten G. L. Rohr zu einem Barockgarten umgestaltet.
Aufgrund des desolaten Zustandes der Burgräume (Verlust großer Teile des Originalinventars) wurden 1868 auf Befehl Wilhelms I. Burg und Aufweg instand gesetzt. 

### Restaurierungen nach 1945
Die Beseitigung der Kriegsschäden am Butterfassaufsatz und dem oberen Bergfriedgeschoss dauerte bis 1961, an den Dächern bis 1979/80. 1987 wurde damit begonnen, das stark verwitterte Außenmauerwerk der gesamten Burg mit einem neuen weißen Putz zu versehen. Mit dem Kapellenturm wurde die Arbeit begonnen, danach folgten die Zwingermauer, die rheinseitige Pallaswand und zuletzt der Bergfried. 1969 wurde der Kräutergarten als Demonstrationsgarten mittelalterlicher Gartenkultur angelegt; er ist heute Teil der Route der Welterbe-Gärten.
2006 war die Marksburg gemeinsam mit drei anderen europäischen Burgen – Burgruine Aggstein, Burg Vianden und Burg Křivoklát – Gegenstand eines EU-geförderten Projektes zur Analyse historischer, bauhistorischer und archäologischer Daten. Die Auswertung dieser Daten dient vor allem wissenschaftlichen Zwecken, hat sich jedoch in umfangreichen Dokumentationen anhand von Schautafeln auf einem Burgen-Lehrpfad durch neue Literatur und im Internet auch für den Laien verwertbar niedergeschlagen. Ferner sollen die Erkenntnisse als Grundlage für zukünftige Sanierungen dienen.

## Burgmuseum

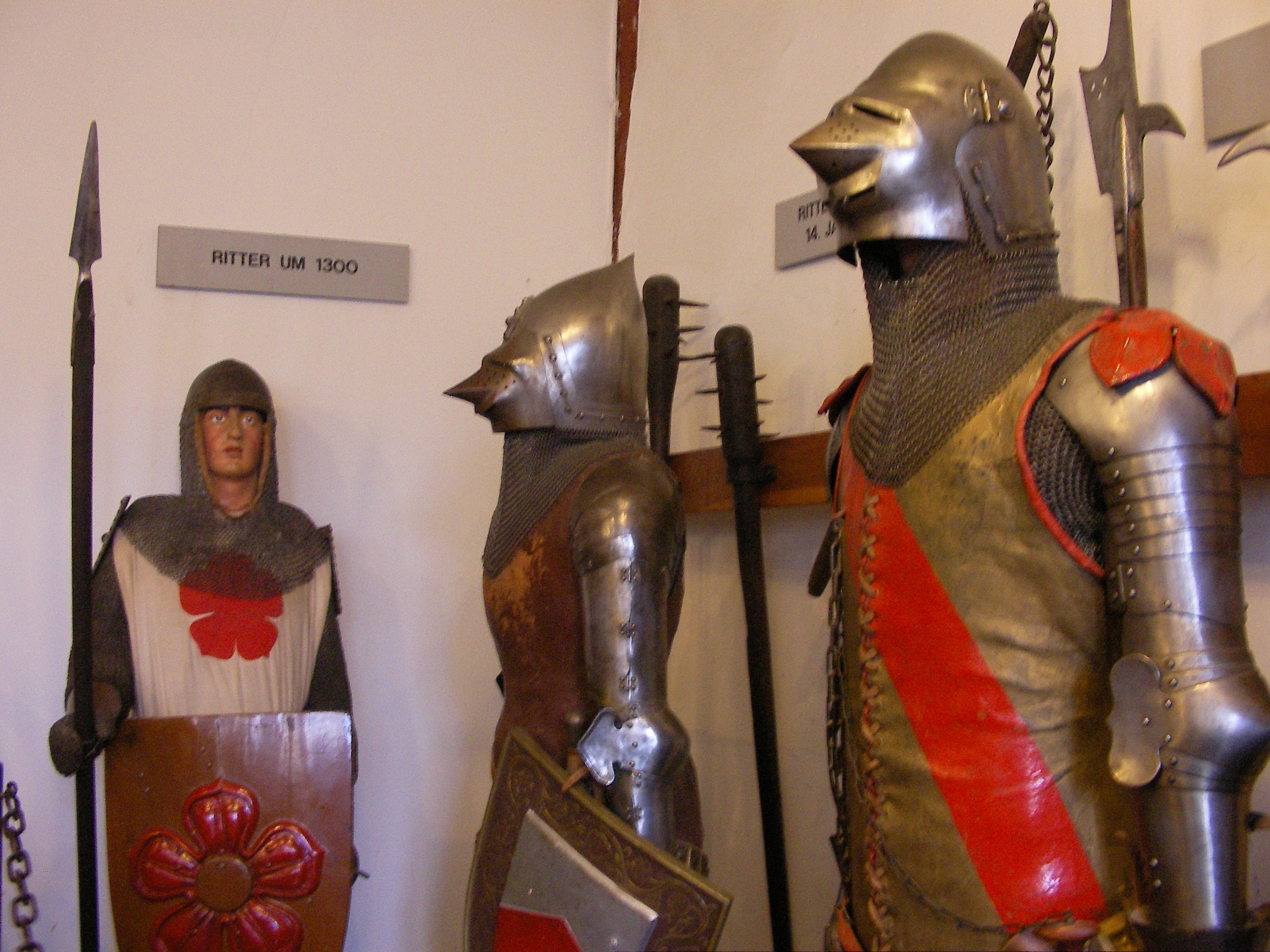
Ritterrüstungen der Gimbel’schen Figurensammlung im Rheinbau

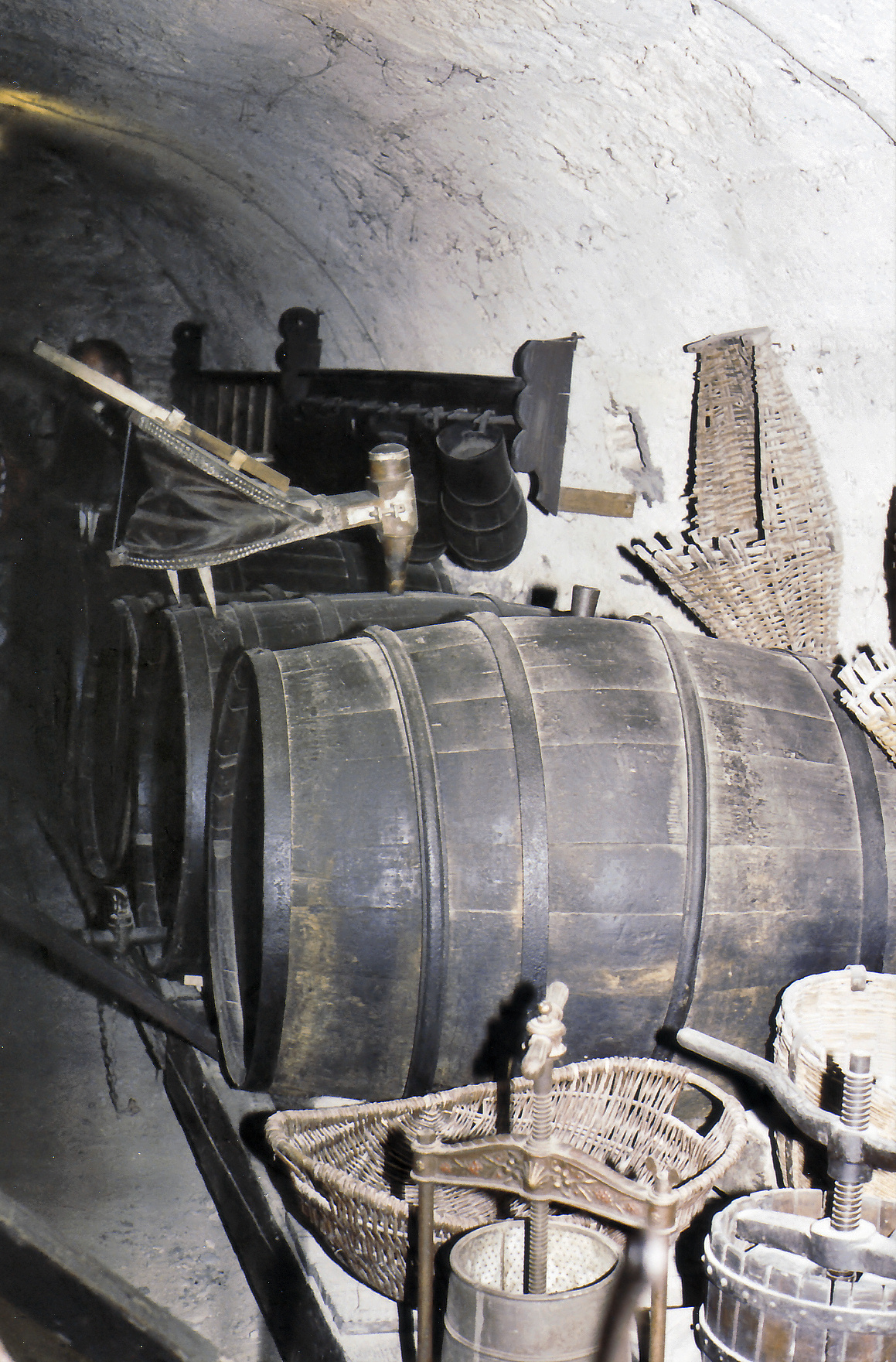
Weinkeller im gotischen Saalbau

Von der ursprünglichen Einrichtung ist nichts erhalten. Die Innenräume beherbergen heute vielmehr ein Museum mit charakteristischen Ausstattungen, die seit 1900 durch verschiedene Stiftungen und Käufe zur Dokumentation des mittelalterlichen Ritteralltags zusammengetragen wurden. Die anschauliche didaktische Aufbereitung durch die Burgführer macht die Marksburg seit der zweiten Hälfte des 20. Jahrhunderts zu einem attraktiven Ausflugsziel insbesondere für Familien mit Kindern. In Spitzenzeiten werden während des Sommers bis zu 6.000 Besucher täglich gezählt, und es finden fortlaufend Führungen statt. Im Winter gelten verkürzte Öffnungszeiten, und es gibt stündlich eine Führung. 2020 näherte sich die jährliche Besucherzahl 200.000 Menschen.
Zugänglich sind:
- Aufgang durch Fuchstor und Schartentor mit Gusserker, über die Reitertreppe vorbei an den Wappen aller Burgbesitzer von den Eppsteinern im 13. Jahrhundert bis zur Deutschen Burgenvereinigung heute
- Kleine Batterie zur Verteidigung der Nordseite der Burg und Große Batterie zur Kontrolle der Rheinseite mit Vorderlader-Kanonen für sechs bis zwölf Pfund schwere Kugeln
- Burggarten im aufgefüllten ehemaligen Zwinger (1969 angelegt), in dem etwa 170 im Mittelalter bekannte Kräuter- und Heilpflanzen, auch Hexen- und Zauberpflanzen sowie Ziergewächse im Sinne eines Lustgartens gezeigt werden. Von hier aus eröffnet sich ein weites Panorama auf den Rhein bei Braubach (rechtsrheinisch) sowie Spay (linksrheinisch) mit den Rheinhöhen zwischen Schloss Stolzenfels, dem Königsstuhl von Rhens, dem Jakobsbergerhof und Bopparder Hamm.
- Weinkeller unter dem gotischen Saalbau mit Fässern und Gefäßen
- Burgküche im Erdgeschoss (1974 rekonstruiert) mit Feuerstelle und Drehspieß, Weinpresse von 1767 aus Braubach und Vorratskammer
- Kleine Kemenate, beheizbarer Raum im Obergeschoss (Deckentäfelung und Wandmalereien 1903 erneuert) mit Bettstatt für Familie des Burgherrn
- Rittersaal angrenzend mit Speisetafel und – im Mittelalter nicht ungewöhnlich – unmittelbar an dieser der Aborterker
- Burgkapelle im 3. Geschoss des Kapellenturms
- Rüstungssammlung aus verschiedenen Epochen, vom griechischen Krieger der Antike bis zum frühneuzeitlichen Arkebusier (Gimbel‘sche Figurensammlung)
- Folterkammer im ehemaligen Pferdestall mit Pranger und Streckbank
- Burgschmiede zum Beschlagen der Pferde, in der Mitte ein Amboss von 1865

Die Erläuterungen zum mittelalterlichen Alltag schließen Etymologien bekannter Redensarten wie Pech haben, die Tafel aufheben, türmen und die Brücken hinter sich abreißen ein.
Seit Juni 2018 sind auch 14 Kriegerfiguren (sowie Schild und Streitaxt eines fünfzehnten nicht erhaltenen Kriegers), die von 2010 bis 2017 restauriert wurden, in einem neuen Präsentationskonzept (Aufstellung, Wand- und Deckengestaltung, Ausleuchtung) wieder zu besichtigen. Die Figuren sowie die Rekonstruktionen ihrer Ausrüstung wurden von dem Kunst- und Waffensammler Karl Gimbel (1862–1902) entworfen und veranschaulichen Bewaffnungen aus verschiedenen Geschichtsepochen.

## Infrastruktur
Vom Ortskern Braubachs führt ein Fußweg in etwa 500 Meter lang steil aufwärts über ca. 90 Höhenmeter zur Marksburg. Ein Parkplatz unterhalb des Burgfelsens ist über eine enge Waldstraße auch mit PKW zu erreichen.
Die Marksburg ist eingebunden in den 2005 eröffneten Rheinsteig. Eine kleine Burgschänke mit Außenterrasse sowie ein Souvenirladen sind im Eingangsbereich vorhanden. Einmal jährlich findet das Großfeuerwerk Rhein in Flammen statt, bei dem sich über 70 Schiffe im Bopparder Hamm sammeln und auf der 17 km langen Strecke nach Koblenz auch die Marksburg passieren. Es erscheinen jährlich mehrere Zehntausend Besucher.

## Rezeption

### Film und Fernsehen
Die Löwenzahn-Folge 115 (Peter und der Geist der Marksburg) wurde fast vollständig auf der Marksburg gedreht. Zudem ist die Marksburg in der Dokumentarfilm-Reihe Der Südwesten von oben zu sehen.

### Briefmarken
Die Deutsche Bundespost brachte am 13. Januar 1977 im Rahmen der Dauermarkenserie Burgen und Schlösser eine Briefmarke der Marksburg mit dem Wert von 60 Pfennig heraus. Die Marke erschien auch mit dem Aufdruck Deutsche Bundespost Berlin.
Am 2. Januar 2015 brachte die Bundesrepublik Deutschland im Rahmen der Serie Sondermarkenserie Burgen und Schlösser (Sondermarken des Briefmarken-Jahrganges 2015) eine Briefmarke der Marksburg mit dem Wert 62 Cent heraus.

### Die Marksburg-Sage
Eine alte Sage berichtet über das tragische Schicksal Elisabeths, der Tochter des Burgherrn von Braubach, und ihres Verlobten Siegbert von Lahneck:
Alles schien perfekt: Elisabeth war glücklich verlobt mit Siegbert von Lahneck. Dann trennte der Krieg die beiden. Nachdem Siegbert für den Kaiser in den Krieg gezogen war und man längere Zeit keine Nachricht von ihm bekommen hatte, tauchte plötzlich sein angeblicher Vetter Rochus auf der Marksburg auf. Er berichtete, dass Siegbert 1278 gefallen sei, und konnte diese Behauptung mit Dokumenten belegen. Man kannte Rochus zwar nicht, glaubte ihm aber anhand der vorgelegten Dokumente.
Nachdem Elisabeth ihre Trauer überwunden hatte, verliebte sie sich in den vermeintlichen Vetter Rochus, und es wurde die Hochzeit geplant. Kurz vor der Trauung erschien dem Geistlichen, der die Trauung vornehmen sollte, jedoch der heilige Markus und teilte ihm mit, dass Rochus der leibhaftige Teufel sei. Auf dem Weg zum Traualtar holte deshalb der Priester ein Kreuz unter seinem Umhang hervor und hielt es unmittelbar vor Rochus’ Gesicht. Die Erde spaltete sich, und Rochus fuhr zur Hölle.
Elisabeth, die ein zweites Mal ihren Verlobten verloren hatte, glaubte, Buße tun zu müssen, da sie auf den Teufel selbst hereingefallen war. Deshalb beschloss sie, ins Kloster zu gehen und damit für den Rest ihres Lebens ihre Schuld zu sühnen. Die Burg hingegen wurde nach dem heiligen Markus, der Elisabeth vor dem Teufel gerettet hatte, in Marksburg umbenannt.
Doch die Geschichte nahm ein noch traurigeres Ende: Elisabeths Verlobter Siegbert war gar nicht tot, sondern kehrte wohlbehalten auf die Marksburg zurück. Als er von dem Betrug und dem Schicksal Elisabeths erfuhr, stürzte er sich aus Verzweiflung in den Abgrund.
Ein Gemälde (Scène galante, Maître du fils prodigue) im Museum de la Chartreuse, Douai, zeigt die Szene mit Rochus und Elisabeth.

### Die Burg als Modell
Mit ihrem heutigen Aussehen gilt die Anlage als die mittelalterliche Burg schlechthin und ist Vorbild für viele Phantasieburgen, insbesondere für Spielzeugburganlagen. Von der Marksburg erschien zum Beispiel ein Kartonmodellbaubogen, bei dem allerdings nur die Kernburg (ohne die Batteriebauten im Vorhof) abgebildet wurde.

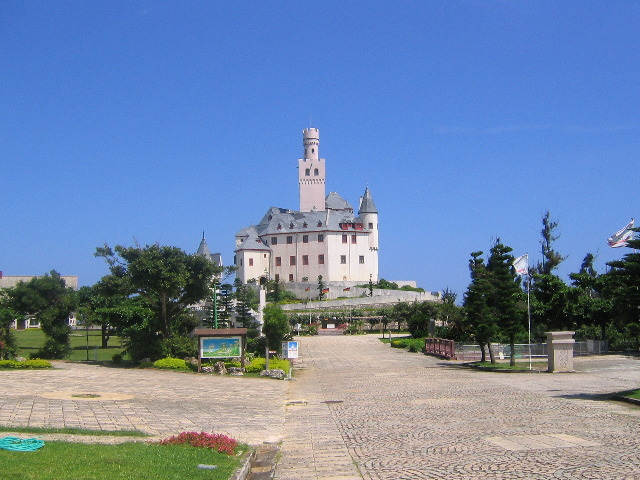
Der japanische Nachbau im deutschen Kulturdorf Ueno

#### Marksburg-Nachbau in Japan
In den 1990er Jahren wurde die Burg im Deutschen Kulturdorf Ueno auf der japanischen Insel Miyako-jima originalgetreu ohne Torhaus und Zwinger nachgebaut. Dies geschah, nachdem der ursprünglich angefragte Verkauf, Abtransport und Neuaufbau auf Miyako-jima von der Eigentümerin der Burg, der Deutschen Burgenvereinigung, abgelehnt worden war.